# سفارت بریتانیا در ویلنیوس
سفارت بریتانیا در ویلنیوس (به لاتین: Embassy of the United Kingdom) یک منطقهٔ مسکونی و نمایندگی سیاسی این کشور در لیتوانی است که در Vilnius District Municipality واقع شده‌است.